# أوبونتو بادجي
اوبونتو بادجي أو أوبونتو الببغاء (بالإنجليزية: Ubuntu Budgie) (المعروف سابقًا باسم Budgie-Remix ) هو النكهة الرسمية لمجتمع اوبونتو الذي يتميز بسطح مكتب الببغاء ‏. فهو يجمع بين نواة اوبونتو المستقرة والمُختبرة بدقة مع سطح مكتب حديث وخفيف الوزن تقليدي المظهر تم تطويره بواسطة سولوس لينكس (نظام تشغيل).

## التاريخ
بدأ اوبونتو الببغاء كنوع مجتمع غير رسمي بالتوازي مع اوبونتو 16.04 LTS ، ويشار إليه على أنه budgie-remix. تم إصدار Budgee-remix 16.10 في وقت لاحق من خلال اتباع الإطار الزمني المحدد لأوبونتو 16.10.

## إطلاق
| الإصدار   | اسم الرمز       | يوم الاصدار  | مدعوم حتى  | ملاحظات                                                                                      | إصدار النواة   |
| --------- | --------------- | ------------ | ---------- | -------------------------------------------------------------------------------------------- | -------------- |
| 16.04 LTS | Xenial Xerus    | 2016-04-25   | 2018-08    | الإصدار الأول، وصفت الببغاء ريميكس                                                           | 4.10 (16.04.3) |
| 16.10     | ياككيتي ياك     | 2016-10-16   | 2017-07-20 |                                                                                              | 4.8            |
| 17.04     | Zesty Zapus     | 2017-04-11   | 2018-01    | الإصدار الأول بعد إعادة تسميته إلى اوبونتو الببغاء بعد التعرف عليه كنكهة اوبونتو رسمية       | 4.10           |
| 17.10     | آرتفارد آردفارك | 2017 - 19-19 | 2018-07    |                                                                                              | 4.13           |
| 17.10.1   | آرتفارد آردفارك | 2018-01-12   | 2018-07    | إعادة الإصدار بسبب نظام التشغيل الأصلي اوبونتو 17.10 ISOs الذي تم سحبه بسبب خلل في بعض BIOSs | 4.13           |
| 18.04 LTS | بيونيك بيفر     | 2018-04-26   | 2023-04    | أول إصدار دعم طويل الأجل كنكهة اوبونتو رسمية                                                 | 4.15           |